# Qualificazioni al campionato mondiale femminile di calcio 2019 - UEFA - Fase a gironi, gruppo 7
Il gruppo 7 della sezione UEFA della qualificazioni al campionato mondiale femminile di calcio 2019 è composto da cinque squadre: Austria, Finlandia, Israele, Serbia e Spagna. La composizione dei sette gruppi di qualificazione della sezione UEFA è stata sorteggiata il 19 gennaio 2017.

## Formula
Le cinque squadre si affrontano in un girone all'italiana con partite di andata e ritorno, per un totale di 10 partite. La squadra prima classificata si qualifica direttamente alla fase finale del torneo, mentre la seconda classificata accede ai play-off qualificazione solamente se è tra le prime quattro tra le seconde classificate dei sette gruppi di qualificazione.
In caso di parità di punti tra due o più squadre di uno stesso gruppo, le posizioni in classifica vengono determinate prendendo in considerazione, nell'ordine, i seguenti criteri:
1. maggiore numero di punti negli scontri diretti tra le squadre interessate (classifica avulsa);
2. migliore differenza reti negli scontri diretti tra le squadre interessate (classifica avulsa);
3. maggiore numero di reti segnate negli scontri diretti tra le squadre interessate (classifica avulsa);
4. maggiore numero di reti segnate in trasferta negli scontri diretti tra le squadre interessate (classifica avulsa), valido solo per il turno di qualificazione a gironi;
5. se, dopo aver applicato i criteri dall'1 al 4, ci sono squadre ancora in parità di punti, i criteri dall'1 al 4 si riapplicano alle sole squadre in questione. Se continua a persistere la parità, si procede con i criteri dal 6 all'11;
6. migliore differenza reti;
7. maggiore numero di reti segnate;
8. maggiore numero di reti segnate in trasferta (valido solo per il turno di qualificazione a gironi);
9. tiri di rigore se le due squadre sono a parità di punti al termine dell'ultima giornata (valido solo per il turno preliminare e solo per decidere la qualificazione al turno successivo);
10. classifica del fair play (cartellino rosso = 3 punti, cartellino giallo = 1 punto, espulsione per doppia ammonizione = 3 punti);
11. posizione del ranking UEFA o sorteggio.

## Classifica finale
| Pos | Squadra   | Pt | G | V | N | P | GF | GS | DR  |
| --- | --------- | -- | - | - | - | - | -- | -- | --- |
| 1.  | Spagna    | 24 | 8 | 8 | 0 | 0 | 25 | 2  | +23 |
| 2.  | Austria   | 16 | 8 | 5 | 1 | 2 | 19 | 7  | +12 |
| 3.  | Finlandia | 10 | 8 | 3 | 1 | 4 | 9  | 13 | -4  |
| 4.  | Serbia    | 7  | 8 | 2 | 1 | 5 | 5  | 13 | -8  |
| 5.  | Israele   | 1  | 8 | 0 | 1 | 7 | 0  | 23 | -23 |

## Risultati
| Arbitro: | Sandra Bastos |

|  |           |                                  |
|  | Marcatori | 15’, 37’, 90+2’ Burger 18’ Billa |

| Arbitro: | Lucie Šulcová |

|                              |           |  |
| Filipović 8’ Damnjanović 13’ | Marcatori |  |

| Arbitro: | Carina Vitulano |

|                   |           |  |
| Tenkov 79’ (aut.) | Marcatori |  |

| Arbitro: | Zuzana Kováčová |

|  |           |                                                              |
|  | Marcatori | 37’, 57’ Paredes 43’, 84’ Hermoso 73’ Latorre 90+1’ Sampedro |

| Arbitro: | Amy Fearn |

|                         |           |  |
| Puntigam 12’ Burger 57’ | Marcatori |  |

| Arbitro: | Marte Sørø |

|                |           |                            |
| Damjanović 78’ | Marcatori | 13’ Hermoso 90+1’ Guijarro |

| Arbitro: | Meliz Özçiğdem |

|                                          |           |  |
| Collin 40’ Sällström 43’, 55’ Alanen 52’ | Marcatori |  |

| Arbitro: | Kateryna Monzul' |

|                                                     |           |  |
| Putellas 3’ Guijarro 16’ Paredes 43’ Torrecilla 57’ | Marcatori |  |

| Ramat Gan 22 gennaio 2018, ore 16:00 CET | Israele         | 0 – 0 referto | Finlandia | Stadio Ramat Gan (200 spett.)\| Arbitro: \| Karoline Wacker \| |
| Arbitro:                                 | Karoline Wacker |               |           |                                                                |

| Arbitro: | Sandra Bastos |

|                      |           |              |
| Lazarević 32’ (aut.) | Marcatori | 5’ Radojičić |

| Arbitro: | Florence Guillemin |

|  |           |                           |
|  | Marcatori | 11’ Paredes 50’ O. García |

| Arbitro: | Araksya Saribekyan |

|  |           |               |
|  | Marcatori | 65’ Stanković |

| Arbitro: | Anastasija Pustovojtova |

|  |           |             |
|  | Marcatori | 59’ Hermoso |

| Arbitro: | Iuliana Demetrescu |

|                                  |           |  |
| Mari Paz 51’ Putellas 88’ (rig.) | Marcatori |  |

| Arbitro: | Ivana Martinčić |

|  |           |                                  |
|  | Marcatori | 6’ (aut.) Koivisto 72’ Schiechtl |

| Arbitro: | Henrikke Nervik |

|  |           |                           |
|  | Marcatori | 17’ Hyyrynen 82’ Summanen |

| Arbitro: | Eszter Urbán |

|  |           |                                                                                       |
|  | Marcatori | 5’ Schiechtl 19’ Wenninger 49’ Billa 56’ (rig.) Puntigam 69’ Aschauer 88’ Feiersinger |

| Arbitro: | Désirée Grundbacher |

|                                                                   |           |               |
| Corredera 28’, 45’ Hermoso 38’ Meriluoto 65’ (aut.) N. García 69’ | Marcatori | 33’ Sällström |

| Arbitro: | Sandra Bastos |

|                                         |           |               |
| Billa 14’, 68’ Zadrazil 34’ Pinther 49’ | Marcatori | 45’ Sällström |

| Arbitro: | Vesna Budimir |

|                                     |           |  |
| Hermoso 3’ (rig.), 75’ Sampedro 35’ | Marcatori |  |

## Statistiche

### Classifica marcatrici
5 reti
- Jennifer Hermoso (1 rig.)

4 reti
- Nicole Billa
- Nina Burger

- Linda Sällström

- Irene Paredes

2 reti
- Sarah Puntigam (1 rig.)
- Katharina Schiechtl
- Marta Corredera

- Patricia Guijarro
- Alexia Putellas (1 rig.)

- Amanda Sampedro
- Jovana Damnjanović

1 rete
- Verena Aschauer
- Laura Feiersinger
- Viktoria Pinther
- Carina Wenninger
- Sarah Zadrazil
- Emmi Alanen

- Kaisa Collin
- Tuija Hyyrynen
- Eveliina Summanen
- Tijana Filipović
- Marija Radojičić
- Milica Stanković

- Nahikari García
- Olga García
- Bárbara Latorre
- Virginia Torrecilla
- Mari Paz Vilas

Autoreti
- Emma Koivisto (1 pro Austria)
- Minna Meriluoto (1 pro Spagna)
- Aleksandra Lazarević (1 pro Austria)
- Mirela Tenkov (1 pro Finlandia)